# Mazor Bahajna
Mazor Bahajna (hebrejsky: מזור בהיינה) je izraelský duchovní, politik a bývalý poslanec Knesetu za stranu Šas.

## Biografie
Narodil se 12. září 1973 ve městě Welkite v Etiopii. V roce 1982 přesídil do Izraele. Zde studoval na ješivě Porat Josef v Jeruzalému a byl prohlášen za rabína v ješivě Netiv ha-Šavim. Sloužil v izraelské armádě, kde dosáhl hodnosti vojína (Tura'i). Hovoří hebrejsky a amharsky.

## Politická dráha
V letech 1994–1998 pracoval jako ředitel odboru organizace ALE, která se zabývala podporou židovského přistěhovalectví. V letech 1998–2000 působil jako ředitel oddělení v rámci vzdělávací sítě El ha-Ma'ajan. V letech 2001–2003 byl duchovním koordinátorem pro absorpci při ministerstvu náboženských záležitostí a roku 2006 působil coby poradce ministra financí. V letech 2003–2008 zastával funkci rabína v náboženské radě města Beerševa.
V izraelském parlamentu zasedl po volbách do Knesetu v roce 2006, ve kterých kandidoval za Šas. Mandát ale získal až dodatečně v dubnu 2008 jako náhradník za Šlomo Benizriho, jenž rezignoval. V letech 2008–2009 v Knesetu působil jako člen výboru petičního, výboru pro práva dětí a výboru práce, sociálních věcí a zdravotnictví. Zasedal ve vyšetřovací komisi pro absorpci etiopských imigrantů v Izraeli.
Ve volbách do Knesetu v roce 2009 kandidoval, ale vzhledem k nízkému procentuálnímu zisku strany Šas nezískal mandát v Knesetu.